# Терсюк (приток Томи)
Терсюк (в верховье — Средний Терсюк) — река в России, протекает по Новокузнецкому району Кемеровской области.
Устье реки находится в 483 км по правому берегу реки Томь, в селе Ячменюха. Длина реки составляет 19 км. Притоки — Правый Терсюк, Кривой Терсюк, Берёзовка.

## Данные водного реестра
По данным государственного водного реестра России относится к Верхнеобскому бассейновому округу, водохозяйственный участок реки — Томь от города Новокузнецк до города Кемерово, речной подбассейн реки — Томь. Речной бассейн реки — (Верхняя) Обь до впадения Иртыша.